# Lobotomia
Una lobotomia (del grec, λοβός (lobos), lòbul; τομή (tomē), tall), o leucotomia (del grec, λευκός (leukós), matèria blanca del cervell; τομή (tomē), tall), és una forma desacreditada de tractament neuroquirúrgic per a un trastorn psiquiàtric o un trastorn neurològic (per exemple, epilèpsia, depressió) que implica la ruptura de connexions del còrtex prefrontal del cervell. La cirurgia fa que la majoria de les connexions cap a i des del còrtex prefrontal, la part anterior dels lòbuls frontals del cervell, es tallin.
En el passat, aquest tractament s'utilitzava per tractar trastorns psiquiàtrics com a procediment generalitzat en alguns països. El procediment va ser controvertit des del seu ús inicial, en part a causa de la manca de reconeixement de la gravetat i la cronicitat de les malalties psiquiàtriques greus i duradores, per la qual cosa es va dir que era un tractament inadequat.
L'autor del procediment, el neuròleg portuguès António Egas Moniz, va compartir el Premi Nobel de Fisiologia o Medicina de 1949 pel «descobriment del valor terapèutic de la leucotomia en determinades psicosis», encara que l'atorgament del premi ha estat objecte de polèmica.
L'ús del procediment va augmentar de manera espectacular des de principis de la dècada del 1940 i fins a la dècada del 1950; el 1951, s'havien realitzat gairebé 20.000 lobotomies als Estats Units d'Amèrica, i proporcionalment més al Regne Unit. Un gran nombre de pacients eren homes homosexuals. Es van realitzar més lobotomies en dones que en homes; un estudi de 1951 va trobar que gairebé el 60% dels pacients amb lobotomia estatunidencs eren dones, i les dades limitades mostren que el 74% de les lobotomies a Ontario del 1948 al 1952 es van realitzar en dones pacients. A partir de la dècada del 1950 es va començar a abandonar la lobotomia, primer a la Unió Soviètica i Europa.

## Concepte general
Històricament, els pacients de lobotomia eren, immediatament després de la cirurgia, sovint estuporosos i incontinents. Alguns van desenvolupar una gana enorme i van guanyar un pes considerable. Les convulsions eren una altra complicació freqüent de la cirurgia. Es va posar èmfasi en l'entrenament dels pacients durant les setmanes i mesos posteriors a la cirurgia.
La finalitat de l'operació era reduir els símptomes dels trastorns mentals, i es va reconèixer que això s'aconseguia a costa de la personalitat i l'intel·lecte d'una persona. El psiquiatre britànic Maurice Partridge, que va fer un estudi de seguiment de 300 pacients, va dir que el tractament va aconseguir els seus efectes «reduint la complexitat de la vida psíquica». Després de l'operació, es reduia l'espontaneïtat, la capacitat de resposta, l'autoconsciència i l'autocontrol. L'activitat va ser substituïda per la inèrcia, i la gent es va quedar en la seva majoria emocionalment contundent i restringit en el seu rang intel·lectual.
Les conseqüències de l'operació s'han qualificat de «barrejades». Alguns pacients van morir com a conseqüència de l'operació i altres es van suïcidar més tard. Alguns van quedar amb greus danys cerebrals. Altres van poder abandonar l'hospital o es van fer més manejables dins de l'hospital. Unes quantes persones van aconseguir tornar al treball responsable, mentre que a l'altre extrem, les persones es van quedar amb discapacitats greus i incapacitats. La majoria de les persones van caure en un grup intermedi, amb una certa millora dels seus símptomes però també amb dèficits emocionals i intel·lectuals als quals s'han adaptat millor o pitjor. De mitjana, hi havia una taxa de mortalitat d'aproximadament el 5% durant la dècada del 1940.
El procediment de lobotomia podria tenir efectes negatius greus sobre la personalitat i la capacitat d'un pacient per funcionar de manera independent. Els pacients amb lobotomia sovint mostren una reducció marcada de la iniciativa i la inhibició. També poden presentar dificultats per imaginar-se a si mateixos en la posició dels altres a causa de la disminució de la cognició i el desenganxament social.
Walter Freeman va encunyar el terme «infància induïda quirúrgicament» i el va utilitzar constantment per referir-se als resultats de la lobotomia. L'operació deixava persones amb una «personalitat infantil»; un període de maduració que, segons Freeman, portaria a la recuperació. En una memòria inèdita, va descriure com la «personalitat del pacient va ser canviada d'alguna manera amb l'esperança de fer-lo més susceptible a les pressions socials sota les quals se suposa que ha d'existir». Va descriure una dona de 29 anys com, després d'una lobotomia, una «pacient somrient, mandrosa i satisfactòria amb la personalitat d'una ostra» que no recordava el nom de Freeman i va abocar cafè sense parar d'una olla buida. Quan els seus pares tenien dificultats per fer front al seu comportament, Freeman va aconsellar un sistema de recompenses (gelats) i càstigs (cops).

## Història

### Antecedents
Les pràctiques quirúrgiques que impliquen el cervell es remunten molt enrere en la història de la medicina. Els rastres de trepanació que es remunten al 5000 aC suggereixen que aquestes operacions es van dur a terme amb finalitats terapèutiques. No hi ha cap evidència arqueològica que suggereixi que aquestes operacions a cervell obert s'hagin pogut dur a terme amb l'objectiu d'intervenir sobre el propi cervell.
El 1890, Gottlieb Burckhardt va ser objecte d'una memòria. Va realitzar lobotomies parcials a sis pacients en un hospital psiquiàtric de Suïssa. Va perforar els seus cranis i va extreure seccions dels lòbuls frontals. Un d'ells va morir després de l'operació i un altre va ser trobat ofegat en un riu deu dies després de sortir de l'hospital.

### Segle XX

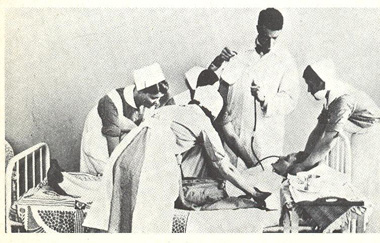
Teràpia de xoc amb insulina administrada a Hèlsinki a la dècada del 1950

A principis del segle xx, el nombre de pacients que resideixen en hospitals psiquiàtrics va augmentar significativament mentre es disposava de pocs tractaments mèdics efectius. La lobotomia va ser una d'una sèrie de teràpies físiques radicals i invasives desenvolupades a Europa en aquesta època que van assenyalar una ruptura amb una cultura psiquiàtrica de nihilisme terapèutic que havia prevalgut des de finals del segle xix. Les noves teràpies físiques «heroiques» ideades durant aquesta època experimental, incloent la malariateràpia per a la parèsia general dels bojos (1917), la narcoteràpia (1920), la teràpia de xoc amb insulina (1933), la teràpia de xoc amb pentilenotetrazol (1934) i la teràpia electroconvulsiva (1938), va ajudar a dotar la professió psiquiàtrica terapèuticament moribunda i desmoralitzada d'un renovat sentit d'optimisme en la curabilitat de la bogeria i la potència del seu ofici. L'èxit de les teràpies de xoc, malgrat el risc considerable que suposaven per als pacients, també va ajudar a acomodar els psiquiatres a formes d'intervenció mèdica cada cop més dràstiques, inclosa la lobotomia.
L'historiador clínic Joel Braslow argumenta que des de la malarioteràpia fins a la lobotomia, les teràpies psiquiàtriques físiques «s'apropen cada vegada més a l'interior del cervell» amb aquest òrgan cada cop més «al centre com a font de malaltia i lloc de cura». Per a Roy Porter, un degà historiador clínic, les intervencions psiquiàtriques sovint violentes i invasives desenvolupades durant les dècades del 1930 i 1940 són indicatives tant del desig ben intencionat dels psiquiatres de trobar alguns mitjans mèdics per alleujar el patiment del gran nombre de pacients ingresats als hospitals psiquiàtrics i també la relativa manca de poder social d'aquells mateixos pacients per resistir les intervencions cada cop més radicals i fins i tot temeràries dels metges de l'asil. Molts metges, pacients i familiars de l'època creien que, malgrat les conseqüències potencialment catastròfiques, els resultats de la lobotomia eren aparentment positius en molts casos o, almenys, es consideraven com a tals quan es mesuraven al costat de l'alternativa aparent de la institucionalització a llarg termini. La lobotomia sempre ha estat controvertida, però durant un període del corrent mèdic, fins i tot va ser celebrada i considerada com un remei legítim d'últim recurs per a categories de pacients que d'una altra manera es consideraven desesperats. Avui en dia, la lobotomia s'ha convertit en un procediment menyspreat, un sinònim de la barbàrie mèdica i un exemple exemplar de la trepitjada mèdica dels drets dels pacients.

### Psicocirugia primerenca

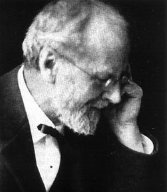
El psiquiatre suís Gottlieb Burckhardt (1836-1907)

Abans de la dècada del 1930, els metges individuals havien experimentat amb poca freqüència amb noves operacions quirúrgiques al cervell dels que es consideraven bojos. Sobretot el 1888, el psiquiatre suís Gottlieb Burckhardt va iniciar el que es considera comunament el primer intent sistemàtic de psicocirurgia humana moderna. Va operar sis pacients crònics sota la seva cura a l'asil suís Préfargier, extirpant seccions de l'escorça cerebral. La decisió de Burckhardt d'operar es va basar en tres punts de vista generalitzats sobre la naturalesa de la malaltia mental i la seva relació amb el cervell:
- en primer lloc, la creença que la malaltia mental era de naturalesa orgànica i reflectia una patologia cerebral subjacent;[52]
- a continuació, que el sistema nerviós s'organitzava segons un model associacionista que comprenia un sistema d'entrada o aferent (un centre sensorial), un sistema de connexió on tenia lloc el processament de la informació (un centre d'associació) i un sistema de sortida o eferent (un centre motor);[52]
- finalment, una concepció modular del cervell mitjançant la qual facultats mentals discretes es connectaven a regions específiques del cervell.[52]

La hipòtesi de Burckhardt era que en crear deliberadament lesions a les regions del cervell identificades com a «centres d'associació» es podria produir una transformació del comportament. Segons el seu model, els malalts mentals podrien experimentar «excitacions anormals en qualitat, quantitat i intensitat» a les regions sensorials del cervell i aquesta estimulació anormal es transmetria després a les regions motores donant lloc a la patologia mental. Però va raonar que l'eliminació de material de qualsevol de les zones «sensorials» o «motores» podria donar lloc a una «pertorbació funcional greu». En canvi, dirigint-se als centres de l'associació i creant una «fosa» al voltant de la regió motora del lòbul temporal, esperava trencar les seves línies de comunicació i així alleujar tant els símptomes mentals com l'experiència d'angoixa mental.

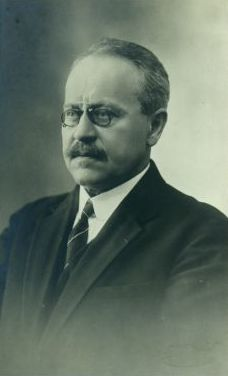
El neurocirurgià estonià Ludvig Puusepp, c. 1920

Amb la intenció de millorar els símptomes en aquells amb condicions violentes i intractables en lloc d'aconseguir una cura, Burckhardt va començar a operar pacients el desembre de 1888, però tant els seus mètodes quirúrgics com els seus instruments eren toscs i els resultats del procediment es van barrejar en el millor dels casos. Va operar sis pacients en total i, segons la seva pròpia valoració, dos no van experimentar cap canvi, dos pacients es van quedar més tranquils, un pacient va patir convulsions epilèptiques i va morir pocs dies després de l'operació, i un pacient va millorar. Les complicacions inclouen debilitat motora, epilèpsia, afàsia sensorial i «sordesa de paraules». Al·legant una taxa d'èxit del 50%, va presentar els resultats al Congrés Mèdic de Berlín i va publicar un informe, però la resposta dels seus companys mèdics va ser hostil i no va fer més operacions.
L'any 1912, dos metges amb seu a Sant Petersburg, el principal neuròleg rus Vladimir Bekhterev i el seu col·lega estonià més jove, el neurocirurgià Ludvig Puusepp, van publicar un article que repassa una sèrie d'intervencions quirúrgiques que s'havien realitzat en malalts mentals. Tot i que generalment tractaven favorablement aquests esforços, en la seva consideració de la psicocirurgia van reservar un menyspreu incessant per als experiments quirúrgics de Burckhardt de 1888 i van opinar que era extraordinari que un metge amb formació pogués emprendre un procediment tan poc adequat.
| «                     | Hem citat aquestes dades per mostrar no només com d'infundades, sinó també com de perilloses eren aquestes operacions. No podem explicar com el seu autor, llicenciat en medicina, va poder dur-les a terme... | » |
| — Berrios 1997, p. 71 | |   |

Però els autors es van oblidar d'esmentar que l'any 1910 el mateix Puusepp havia realitzat una intervenció quirúrgica al cervell de tres malalts mentals, seccionant l'escorça entre els lòbuls frontal i parietal. Havia abandonat aquests intents a causa dels resultats insatisfactoris i aquesta experiència probablement va inspirar la invectiva que es dirigia a Burckhardt a l'article de 1912. El 1937, Puusepp, malgrat les seves crítiques anteriors a Burckhardt, estava cada cop més convençut que la psicocirurgia podria ser una intervenció mèdica vàlida per als trastorns mentals. A finals de la dècada del 1930, va treballar estretament amb l'equip de neurocirurgia de l'Hospital Racconigi (prop de Torí) per establir-lo com un centre primerenc i influent per a l'adopció de la lobotomia a Itàlia.

### Desenvolupament
La lobotomia es va realitzar per primera vegada l'any 1935 sota la direcció del neuròleg portuguès (i inventor del terme «psicocirurgia») António Egas Moniz. Desenvolupant primer l'interès per les condicions psiquiàtriques i el seu tractament somàtic a principis de la dècada del 1930, Moniz aparentment va concebre una nova oportunitat de reconeixement en el desenvolupament d'una intervenció quirúrgica al cervell com a tractament per a la malaltia mental.

#### Lòbul frontal

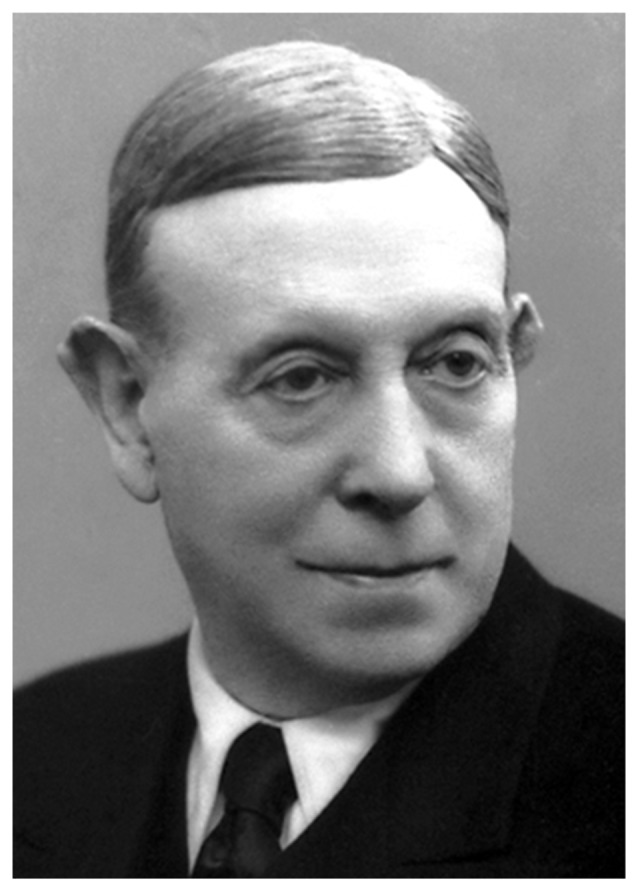
El pioner de les lobotomies, el neuròleg portuguès i Premi Nobel António Egas Moniz

La font d'inspiració de la decisió de Moniz de posar en perill la psicocirurgia s'ha vist enfosquida per declaracions contradictòries fetes sobre el tema per Moniz i altres, tant de manera contemporània com retrospectiva. La narració tradicional aborda la qüestió de per què Moniz va apuntar als lòbuls frontals fent referència al treball del neurocientífic de Yale John Fulton i, de manera més espectacular, a una presentació que Fulton va fer amb la seva col·lega júnior Carlyle Jacobsen al Segon Congrés Internacional de Neurologia celebrat a Londres el 1935. L'àrea principal d'investigació de Fulton era la funció cortical dels primats i havia establert el primer laboratori de neurofisiologia de primats dels Estats Units d'Amèrica (a Yale) a principis de la dècada del 1930. Al Congrés de 1935, amb la presència de Moniz, Fulton i Jacobsen van presentar dues ximpanzés femelles, anomenades Becky i Lucy, que havien tingut lobotomies frontals i posteriors canvis de comportament i funció intel·lectual. Segons el relat de Fulton sobre el congrés, van explicar que abans de la cirurgia, tots dos animals, i especialment Becky, la més emotiva de les dues, van mostrar un «comportament frustrant», és a dir, tenien rebequeries que podien incloure rodar per terra i defecar, si, a causa del seu baix rendiment en un conjunt de tasques experimentals, no eren recompensats. Després de l'extirpació quirúrgica dels lòbuls frontals, el comportament d'ambdues primats va canviar notablement i Becky es va pacificar fins a tal punt que, aparentment, Jacobsen va dir que era com si s'hagués unit a un «culte a la felicitat». Durant la secció de preguntes i respostes de l'article, Moniz, s'al·lega, «va sorprendre» Fulton en preguntar-se si aquest procediment es podria estendre a subjectes humans que pateixen malalties mentals. Fulton va afirmar que va respondre que, tot i que en teoria era possible, segurament era una intervenció «massa formidable» per utilitzar-la en humans.
Moniz va començar els seus experiments amb la lobotomia només tres mesos després que el congrés hagués reforçat l'aparent relació de causa i efecte entre la presentació de Fulton i Jacobsen i la decisió del neuròleg portuguès d'operar els lòbuls frontals. Com a autor d'aquest relat, Fulton, que de vegades s'ha afirmat com el pare de la lobotomia, va poder constatar més tard que la tècnica va tenir el seu veritable origen al seu laboratori. Avalant aquesta versió dels esdeveniments, el 1949, el neuròleg de Harvard Stanley Cobb va comentar durant el seu discurs presidencial a l'Associació Neurològica Americana que «poques vegades en la història de la medicina s'ha traduït tan ràpida i dramàticament una observació de laboratori en un procediment terapèutic». L'informe de Fulton, redactat deu anys després dels esdeveniments descrits, no té, tanmateix, corroboració en el registre històric i té poca semblança amb un relat anterior inèdit que va escriure sobre el congrés. En aquesta narració anterior va esmentar un intercanvi incidental i privat amb Moniz, però és probable que la versió oficial de la seva conversa pública que va promulgar no tingui fonament. De fet, Moniz va afirmar que havia concebut l'operació un temps abans del seu viatge a Londres l'any 1935, després d'haver explicat en confidència al seu company júnior, el jove neurocirurgià Pedro Almeida Lima, ja l'any 1933 de la seva idea psicoquirúrgica. El relat tradicional exagera la importància de Fulton i Jacobsen per a la decisió de Moniz d'iniciar la cirurgia del lòbul frontal, i omet el fet que un conjunt detallat d'investigacions neurlògiques que va sorgir en aquest moment va suggerir a Moniz i altres neuròlegs i neurocirurgians que la cirurgia en aquesta part del el cervell podria produir canvis significatius de personalitat en els malalts mentals.
Els lòbuls frontals havien estat objecte d'investigació i especulació científica des de finals del segle xix. La contribució de Fulton, tot i que pot haver funcionat com a font de suport intel·lectual, és per si mateixa innecessària i inadequada com a explicació de la resolució de Moniz d'operar en aquesta secció del cervell. Sota un model evolutiu i jeràrquic de desenvolupament del cervell s'havia plantejat la hipòtesi que aquelles regions associades al desenvolupament més recent, com el cervell dels mamífers i, sobretot, els lòbuls frontals, eren responsables de funcions cognitives més complexes. Tanmateix, aquesta formulació teòrica va trobar poc suport de laboratori, ja que l'experimentació del segle xix no va trobar cap canvi significatiu en el comportament dels animals després de l'extirpació quirúrgica o l'estimulació elèctrica dels lòbuls frontals. Aquesta imatge de l'anomenat «lòbul silenciós» va canviar en el període posterior a la Primera Guerra Mundial amb la producció d'informes clínics d'exmilitars amb trauma cerebral. El perfeccionament de les tècniques neuroquirúrgiques també va facilitar els intents creixents d'eliminar tumors cerebrals, tractar l'epilèpsia focal en humans i va conduir a una neurocirurgia experimental més precisa en estudis amb animals. Es van informar casos en què els símptomes mentals es van alleujar després de l'extirpació quirúrgica del teixit cerebral malalt o danyat. L'acumulació d'estudis de casos mèdics sobre canvis de conducta després de danys als lòbuls frontals va portar a la formulació del concepte de «Witzelsucht», que designava una condició neurològica caracteritzada per una certa hilaritat i infantilitat en aquells que la pateixen. La imatge de la funció del lòbul frontal que va sorgir d'aquests estudis es va complicar per l'observació que els dèficits neurològics associats al dany a un únic lòbul es podrien compensar si el lòbul oposat es mantingués intacte. El 1922, el neuròleg italià Leonardo Bianchi va publicar un informe detallat sobre els resultats de les lobotomies bilaterals en animals que recolzava l'afirmació que els lòbuls frontals eren tots dos integrants de la funció intel·lectual i que la seva eliminació provocava la desintegració de la personalitat del subjecte. Aquest treball, tot i ser influent, no va estar exempt de crítiques a causa de les deficiències en el disseny experimental.
La primera lobotomia bilateral d'un subjecte humà va ser realitzada pel neurocirurgià estatunidenc Walter Dandy l'any 1930. El neuròleg Richard Brickner va informar d'aquest cas l'any 1932, relatant que el receptor, conegut com «Pacient A», mentre experimentava un embotiment de l'afecte, no tenia una disminució aparent de la funció intel·lectual i semblava, almenys a l'observador casual, perfectament normal. Brickner va concloure d'aquesta evidència que «els lòbuls frontals no són 'centres' per a l'intel·lecte». Aquests resultats clínics es van replicar en una operació similar realitzada el 1934 pel neurocirurgià Roy Glenwood Spurling i informada pel neuropsiquiatra Spafford Ackerly. A mitjans de la dècada del 1930, l'interès per la funció dels lòbuls frontals va assolir un punt màxim. Això es va reflectir en el congrés neurològic de Londres de 1935, que va acollir com a part de les seves deliberacions, «un simposi notable... sobre les funcions dels lòbuls frontals». El panell va estar presidit per Henri Claude, un neuropsiquiatra francès, que va començar la sessió repassant l'estat de la investigació sobre els lòbuls frontals i va concloure que «alterar els lòbuls frontals modifica profundament la personalitat dels subjectes». Aquest simposi paral·lel contenia nombroses ponències de neuròlegs, neurocirurgians i psicòlegs; entre aquests hi havia un de Brickner, que va impressionar molt a Moniz, que va tornar a detallar el cas del «Pacient A». L'article de Fulton i Jacobsen, presentat en una altra sessió de la conferència sobre fisiologia experimental, va ser destacat per enllaçar estudis animals i humans sobre la funció dels lòbuls frontals. Així, en el moment del Congrés de 1935, Moniz tenia a la seva disposició un nombre creixent d'investigacions sobre el paper dels lòbuls frontals que s'estenia molt més enllà de les observacions de Fulton i Jacobsen.
Tampoc va ser Moniz l'únic metge de la dècada del 1930 que va contemplar procediments dirigits directament als lòbuls frontals. Tot i que, en última instància, es va desestimar que la cirurgia cerebral comportava massa risc, metges i neuròlegs com William Mayo, Thierry de Martel, Richard Brickner i Leo Davidoff havien acceptat la proposta abans de 1935. Inspirat pel desenvolupament de Julius Wagner-Jauregg de la malariateràpia per al tractament de la parèsia general dels bojos, el metge francès Maurice Ducosté va informar el 1932 que havia injectat 5 ml de sang amb malària directament als lòbuls frontals de més de 100 pacients parètics a través de forats perforats al crani. Va afirmar que els parètics injectats mostraven signes «d'una millora mental i física indiscutible» i que els resultats dels pacients psicòtics sotmesos al procediment també van ser «encoratjadors». La injecció experimental de sang amb malària que provoca febre als lòbuls frontals també es va replicar durant la dècada del 1930 en el treball d'Ettore Mariotti i M. Sciutti a Itàlia i Ferdière Coulloudon a França. A Suïssa, gairebé simultàniament a l'inici del programa de lobotomia de Moniz, el neurocirurgià François Ody havia extirpat tot el lòbul frontal dret d'un pacient esquizofrènic catatònic. A Romania, el procediment d'Ody va ser adoptat per Dimitri Bagdasar i Constantinesco que treballaven a l'Hospital Central de Bucarest. Ody, que va retardar la publicació dels seus propis resultats durant uns quants anys, després va retreure a Moniz per haver afirmat haver curat pacients mitjançant lobotomia sense esperar a determinar si hi havia hagut una «remissió duradora».

#### Model neurològic
Els fonaments teòrics de la psicocirurgia de Moniz eren en gran manera proporcionals als del segle xix que havien informat la decisió de Burckhardt d'extirpar matèria del cervell dels seus pacients. Encara que en els seus escrits posteriors Moniz va fer referència tant a la teoria de la neurona de Ramón y Cajal com al reflex condicionat d'Ivan Pàvlov, en essència es va limitar a interpretar aquesta nova investigació neurològica en termes de la vella teoria psicològica de l'associacionisme. Ell es diferenciava significativament de Burckhardt, però perquè no pensava que hi hagués cap patologia orgànica en el cervell dels malalts mentals, sinó que les seves vies neuronals estaven atrapades en circuits fixos i destructius que conduïen a «idees predominants i obsessives». Com va escriure Moniz el 1936:
| «                      | [Els] problemes mentals han de tenir... una relació amb la formació d'agrupaments cel·lulo-connectius, que es tornen més o menys fixats. Els cossos cel·lulars poden romandre completament normals, els seus cilindres no tindran cap alteració anatòmica; però els seus múltiples enllaços, molt variables en la gent normal, poden tenir arranjaments més o menys fixos, que tindran una relació amb idees persistents i deliri en determinats estats psíquics morbosos. | » |
| — Kotowicz 2005, p. 88 | |   |

Per a Moniz, «per curar aquests pacients», calia «destruir les disposicions més o menys fixes de connexions cel·lulars que hi ha al cervell, i particularment les relacionades amb els lòbuls frontals», eliminant així els seus circuits cerebrals patològics fixos. Moniz creia que el cervell s'adaptaria funcionalment a aquesta lesió. A diferència de la posició adoptada per Burckhardt, era infalsificable segons els coneixements i la tecnologia de l'època ja que l'absència d'una correlació coneguda entre la patologia física del cervell i la malaltia mental no podia refutar la seva tesi.

#### Les primeres lobotomies
| «                   | Les hipòtesis subjacents al procediment podrien ser qüestionades; la intervenció quirúrgica es podria considerar molt audaç; però aquests arguments ocupen una posició secundària perquè ara es pot afirmar que aquestes operacions no són perjudicials ni per a la vida física ni psíquica del pacient, i també que la recuperació o la millora es poden obtenir amb freqüència d'aquesta manera. | » |
| — Egas Moniz (1937) | |   |

El 12 de novembre de 1935 a l'Hospital Santa Marta de Lisboa, Moniz va iniciar la primera d'una sèrie d'operacions al cervell de persones amb malalties mentals. Els primers pacients seleccionats per a l'operació van ser proporcionats pel director mèdic de l'Hospital Mental Miguel Bombarda de Lisboa, José de Matos Sobral Cid. Com que Moniz no tenia formació en neurocirurgia i les seves mans estaven afectades per la gota, el procediment va ser realitzat sota anestèsia general per Pedro Almeida Lima, que prèviament havia ajudat a Moniz en la seva investigació sobre angiografia cerebral. La intenció era eliminar algunes de les fibres llargues que connectaven els lòbuls frontals amb altres grans centres cerebrals. Amb aquesta finalitat, es va decidir que Lima perforaria el crani amb una trefina i després injectaria etanol a la «substància blanca subcortical de l'àrea prefrontal» per destruir les fibres de connexió (o «vies d'associació»), i crear el que Moniz va anomenar una «barrera frontal».

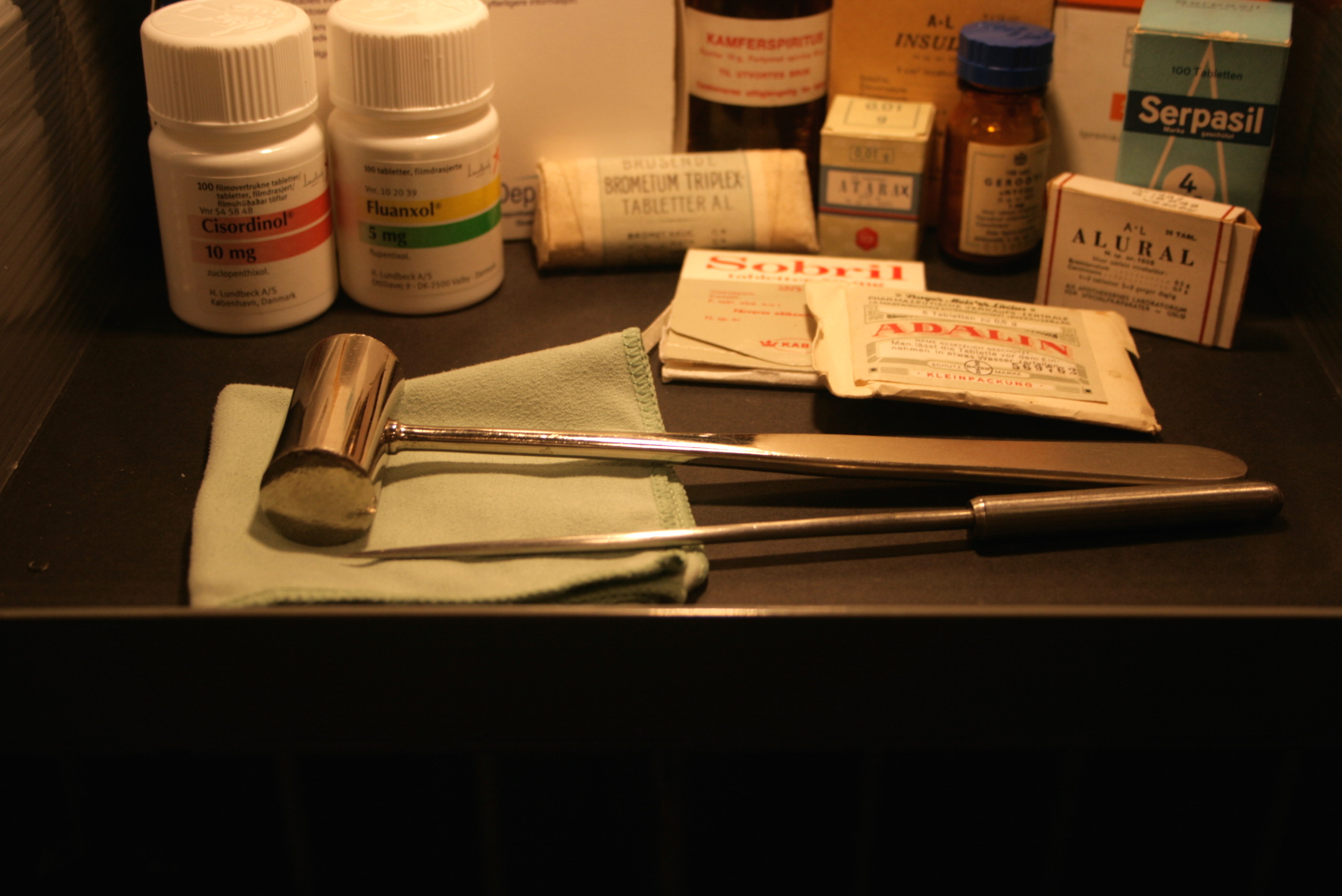
Eines de lobotomia al Museu de la Justícia de Trondheim (Noruega)

Un cop finalitzada la primera operació, Moniz la va considerar un èxit i, observant que la depressió de la pacient s'havia alleujat, la va declarar «guarida» tot i que, de fet, mai va ser donada d'alta de l'hospital psiquiàtric. Moniz i Lima van persistir amb aquest mètode d'injectar alcohol als lòbuls frontals durant els set pacients següents, però després d'haver d'injectar alguns pacients en nombroses ocasions per obtenir el que consideraven un resultat favorable, van modificar el mitjà per tal de seccionar el lòbul frontal. Per al novè pacient van introduir un instrument quirúrgic anomenat «leucotom»; es tractava d'una cànula que feia 11 centímetres de llargada i 2 centímetres de diàmetre. Tenia un llaç de filferro retràctil en un extrem que, quan es girava, produïa una lesió circular d'1 centímetre de diàmetre a la substància blanca del lòbul frontal. Normalment, es tallaven sis lesions a cada lòbul, però si no estaven satisfets amb els resultats, Lima podria realitzar diversos procediments, cadascun produint múltiples lesions als lòbuls frontals esquerre i dret.
En finalitzar aquesta primera sèrie de lobotomies el febrer de 1936, Moniz i Lima havien operat vint pacients amb un període mitjà d'una setmana entre cada procediment; Moniz va publicar les seves troballes amb molta pressa el març del mateix any. Els pacients tenien entre 27 i 62 anys; dotze eren dones i vuit homes. Nou dels pacients van ser diagnosticats amb depressió, sis amb esquizofrènia, dos amb trastorn de pànic i un amb mania, catatonia i transtorn bipolar. Els seus símptomes més destacats eren l'ansietat i l'agitació. La durada de la seva malaltia abans del procediment va variar des de tan sols quatre setmanes fins a 22 anys, tot i que tots menys quatre havien estat malalts durant almenys un any. Els pacients eren operats normalment el dia que arribaven a la clínica de Moniz i tornaven al cap de deu dies a l'Hospital Mental Miguel Bombarda. Es va realitzar una avaluació de seguiment postoperatòria superficial entre una i deu setmanes després de la cirurgia. Es van observar complicacions en cadascun dels pacients amb lobotomia i van incloure: «augment de la temperatura, vòmits, incontinència urinària i fecal, diarrea i afeccions oculars com blefaroptosi i nistagme, així com efectes psicològics com apatia, acinèsia, letàrgia, desorientació local i temporal, cleptomania i sensacions anormals de fam». Moniz va afirmar que aquests efectes eren transitoris i, segons la seva valoració publicada, el resultat d'aquests vint primers pacients va ser que el 35%, o set casos, van millorar significativament, un altre 35% van millorar una mica i el 30% restant (sis casos) no es van veure canvis. No hi va haver morts i no va considerar que cap pacient s'hagués deteriorat després de la lobotomia.

## Acceptació
Moniz va difondre ràpidament els seus resultats mitjançant articles a la premsa mèdica i una monografia l'any 1936. Inicialment, però la comunitat mèdica semblava hostil al nou procediment.
El 26 de juliol de 1936, un dels seus ajudants, Diogo Furtado, va fer una presentació a la reunió parisina de la Société Médico-Psychologique sobre els resultats de la segona cohort de pacients lobotomitzats per Lima. Sobral Cid, que havia subministrat a Moniz el primer conjunt de pacients per a la lobotomia des del seu propi hospital de Lisboa, va assistir a la reunió i va denunciar la tècnica, declarant que els pacients que havien estat retornats a la seva cura postoperatòriament estaven «disminuïts» havien va experimentar una «degradació de la personalitat». També va afirmar que els canvis que Moniz va observar en els pacients s'atribuïen més adequadament al xoc i al trauma cerebral, i va ridiculitzar l'arquitectura teòrica que Moniz havia construït per donar suport al nou procediment com a «mitologia cerebral». En la mateixa reunió, el psiquiatre parisenc, Paul Courbon, va declarar que no podia aprovar una tècnica quirúrgica que només es recolzava en consideracions teòriques més que en observacions clíniques. També opinava que la mutilació d'un òrgan no podia millorar-ne la funció i que les ferides cerebrals ocasionades per la lobotomia posaven en risc el desenvolupament posterior de meningitis, epilèpsia i abscessos cerebrals.
No obstant això, el tractament quirúrgic reeixit de Moniz de 14 de cada 20 pacients va portar a la ràpida adopció del procediment de manera experimental per part de metges individuals de països com el Brasil, Cuba, Itàlia, Romania i els Estats Units d'Amèrica durant la dècada del 1930.

### Lobotomia italiana
| «                                          | En l'estat actual de les coses, si alguns són crítics amb la manca de precaució en la teràpia, és, d'altra banda, deplorable i inexcusable mantenir-se apàtic, amb les mans encreuades, satisfet amb elucubracions apreses sobre minuciositats simptomatològiques o curiositats psicopàtiques, o fins i tot. pitjor, ni tan sols fer això. | » |
| — Amarro Fiamberti [El-Hai 2005, pàg. 182] | |   |

Durant la resta de la dècada del 1930 el nombre de lobotomies realitzades a la majoria de països on es va adoptar la tècnica es va mantenir força baix. A la Gran Bretanya, que després va ser un centre important per a la lobotomia, només s'havien realitzat sis operacions abans de 1942. En general, els metges que van intentar el procediment van adoptar un enfocament prudent i pocs pacients van ser lobotomitzats abans de la dècada del 1940. Els neuropsiquiatres italians, que normalment eren primers i entusiastes adoptants de la lobotomia, van ser excepcionals en evitar un curs tan gradual.
La lobotomia es va informar per primera vegada a la premsa mèdica italiana l'any 1936, i Moniz va publicar un article en italià sobre la tècnica l'any següent. El 1937, va ser convidat a Itàlia per demostrar el procediment i durant un període de dues setmanes al juny d'aquell any va visitar centres mèdics a Trieste, Ferrara, i un proper a Torí, l'Hospital Racconigi, on va donar instruccions als seus col·legues neuropsiquiatres italians sobre la lobotomia i també va supervisar diverses operacions. La lobotomia es va presentar a dues conferències psiquiàtriques italianes el 1937 i durant els dos anys següents es van publicar una vintena d'articles mèdics sobre la psicocirurgia de Moniz per metges italians amb seu a institucions mèdiques ubicades a Racconigi, Trieste, Nàpols, Gènova, Milà, Pisa, Catània i Rovigo. El principal centre de lobotomia a Itàlia va ser l'Hospital Racconigi, on l'experimentat neurocirurgià Ludvig Puusepp va oferir una mà guia. Sota la direcció mèdica d'Emilio Rizzatti, el personal mèdic d'aquest hospital havia completat almenys 200 lobotomies el 1939. Els informes de metges basats en altres institucions italianes detallaven significativament menys operacions de lobotomia.
Les modificacions experimentals de les operacions de Moniz van ser introduïdes amb poc retard pels metges italians. Sobretot, el 1937 Amarro Fiamberti, el director mèdic d'una institució psiquiàtrica de Varese, va idear per primera vegada el procediment transorbital mitjançant el qual s'accedia als lòbuls frontals a través de les orbites oculars. El mètode de Fiamberti va ser punxar la fina capa d'os orbital a la part superior de la cavitat i després injectar alcohol o formol a la substància blanca dels lòbuls frontals a través d'aquesta obertura. Mitjançant aquest mètode, tot i que de vegades substituïa un leucotom per una agulla hipodèrmica, s'estima que va lobotomitzar uns 100 pacients durant el període fins a l'esclat de la Segona Guerra Mundial. La innovació de Fiamberti del mètode de Moniz posteriorment va ser una inspiració per al desenvolupament de la «lobotomia transorbital» de Walter Freeman.

### Lobotomia americana

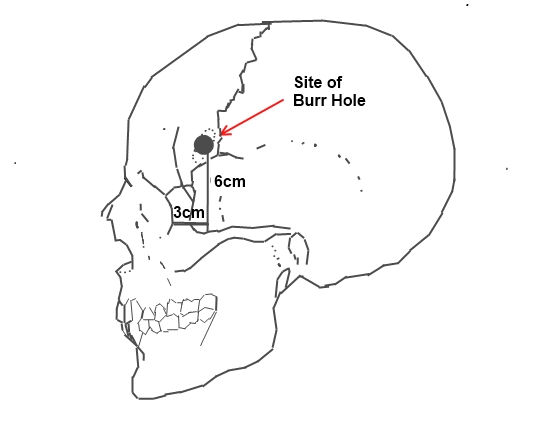
Lloc del forat per a l'operació estàndard de lobotomia/leucotomia prefrontal desenvolupada per Freeman i Watts

28- La primera lobotomia prefrontal als Estats Units d'Amèrica va ser realitzada a l'Hospital Universitari George Washington el 14 de setembre de 1936 pel neuròleg Walter Freeman i el seu amic i company, el neurocirurgià, James W. Watts. Freeman s'havia trobat per primera vegada amb Moniz al Segon Congrés Internacional de Neurologia organitzat a Londres el 1935, on havia presentat una exposició de pòsters del treball del neuròleg portuguès sobre angiografia cerebral. Ocupant fortuïtament un estand al costat de Moniz, Freeman, encantat de la seva trobada casual, va formar una impressió molt favorable de Moniz, i després va comentar el seu «pur geni». Segons Freeman, si no s'haguessin conegut en persona és molt poc probable que s'hagués aventurat en el domini de la psicocirurgia del lòbul frontal. L'interès de Freeman per la psiquiatria va ser el resultat natural del seu nomenament l'any 1924 com a director mèdic dels Laboratoris d'Investigació de l'Hospital del Govern per a Bojos de Washington, conegut col·loquialment com St Elizabeth's. Ambiciós i un investigador prodigiós, Freeman, que va afavorir un model orgànic de la causa de la malaltia mental, va passar els anys següents de manera exhaustiva, però finalment infructuosa, investigant una base neuropatològica per a la bogeria. Després d'una comunicació preliminar de Moniz sobre la lobotomia a la primavera de 1936, Freeman va iniciar una correspondència el maig d'aquell any. En escriure que s'havia plantejat anteriorment la cirurgia psiquiàtrica del cervell, va informar a Moniz que, «tenint la teva autoritat espero seguir endavant». Moniz, a canvi, va prometre enviar-li una còpia de la seva propera monografia sobre la lobotomia i el va instar a comprar un leucotom a un proveïdor francès.
En rebre la monografia de Moniz, Freeman la va revisar de manera anònima per als Arxius de Neurologia i Psiquiatria. Lloant el text com un «la importància difícilment es pot sobreestimar», va resumir la justificació de Moniz per al procediment com a basat en el fet que, si bé no s'observava cap anormalitat física dels cossos cel·lulars cerebrals en els malalts mentals, les seves interconnexions cel·lulars poden albergar una «fixació de certs patrons de relació entre diversos grups de cèl·lules» i que això va donar lloc a obsessions, deliris i morbiditat mental. Tot i reconèixer que la tesi de Moniz era inadequada, per a Freeman tenia l'avantatge d'eludir la recerca de teixit cerebral malalt en malalts mentals suggerint, en canvi, que el problema era un problema funcional del cablejat intern del cervell on es podia obtenir alleujament tallant el problemàtic circuit mental.

Article sobre Walter Freeman, James Watts i la lobotomia/leucotomia prefrontal. Saturday Evening Post, 24 de maig de 1941
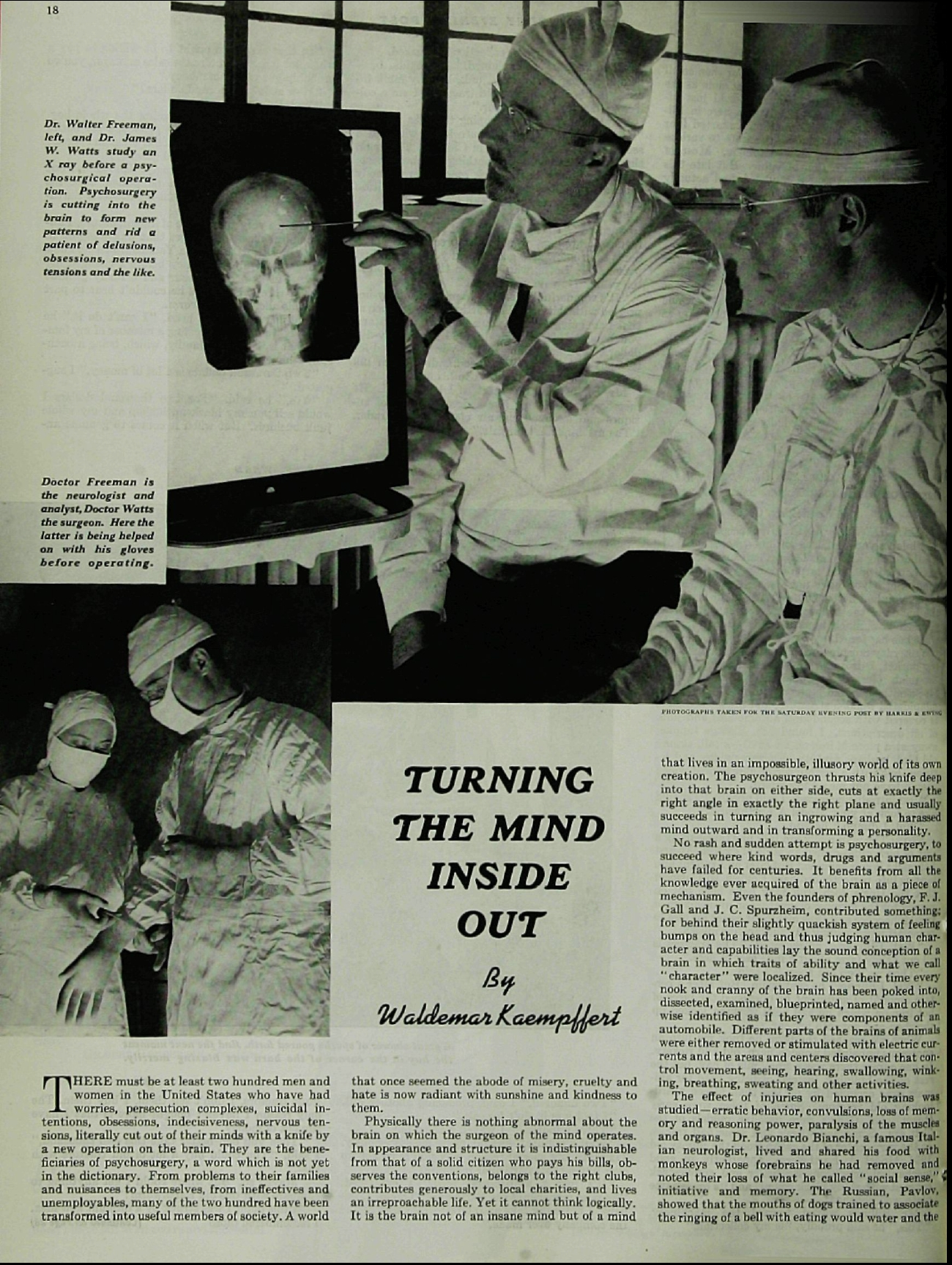
Pàgina 18
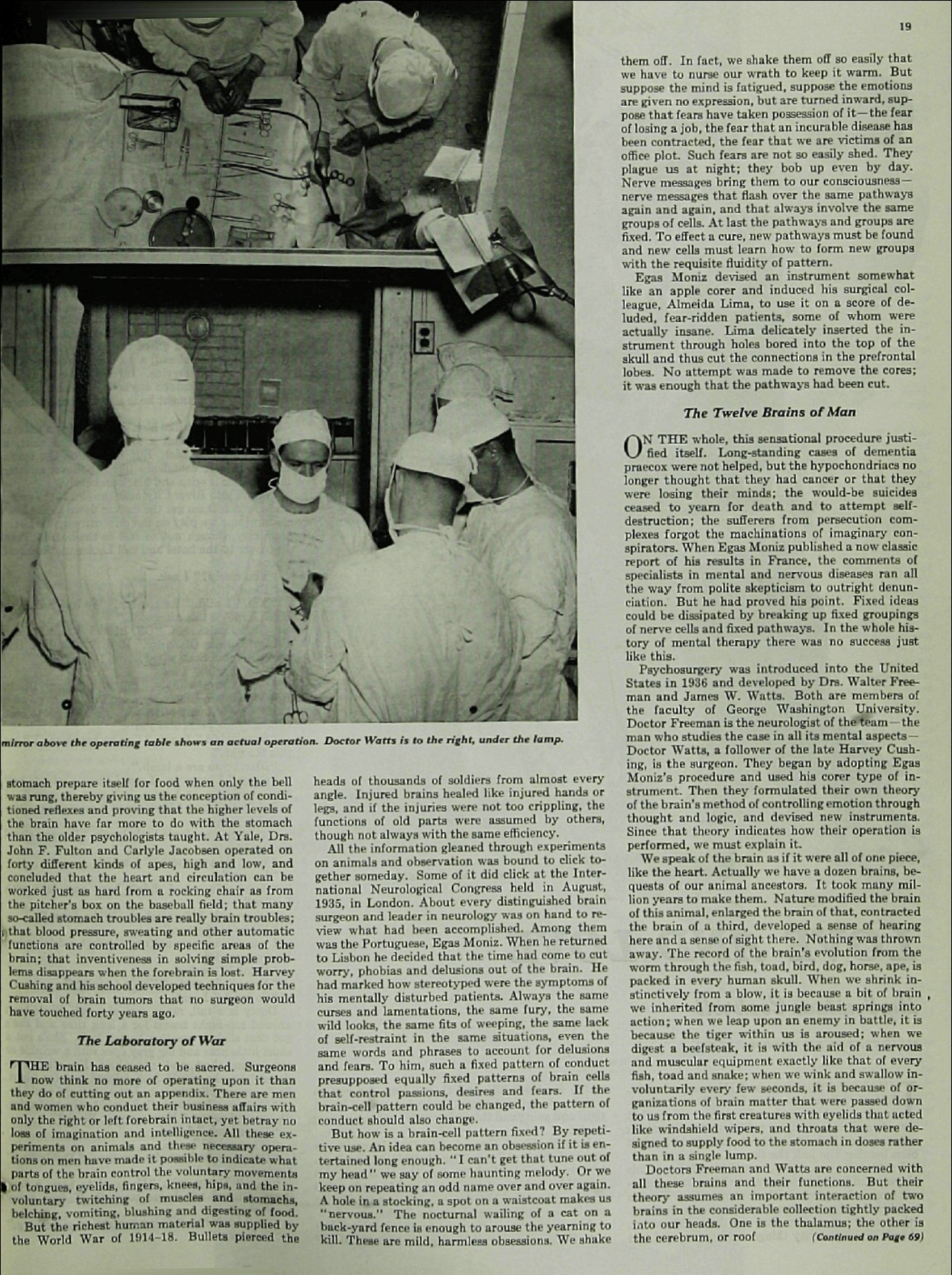
Pàgina 19

El 1937 Freeman i Watts van adaptar el procediment quirúrgic de Lima i Moniz, i van crear la «tècnica Freeman-Watts», també coneguda com a «lobotomia prefrontal estàndard de Freeman-Watts», que van denominar «mètode de precisió».

### Lobotomia transorbital
La lobotomia prefrontal de Freeman-Watts encara requeria perforar forats al crani, de manera que la cirurgia va haver de ser realitzada en un quiròfan per neurocirurgians entrenats. Walter Freeman creia que aquesta cirurgia no estaria disponible per a aquells que més la necessitaven: pacients d'hospitals psiquiàtrics estatals que no tenien quiròfans, cirurgians o anestèsia, i pressupostos limitats. Freeman volia simplificar el procediment perquè el poguessin fer els psiquiatres dels hospitals psiquiàtrics.

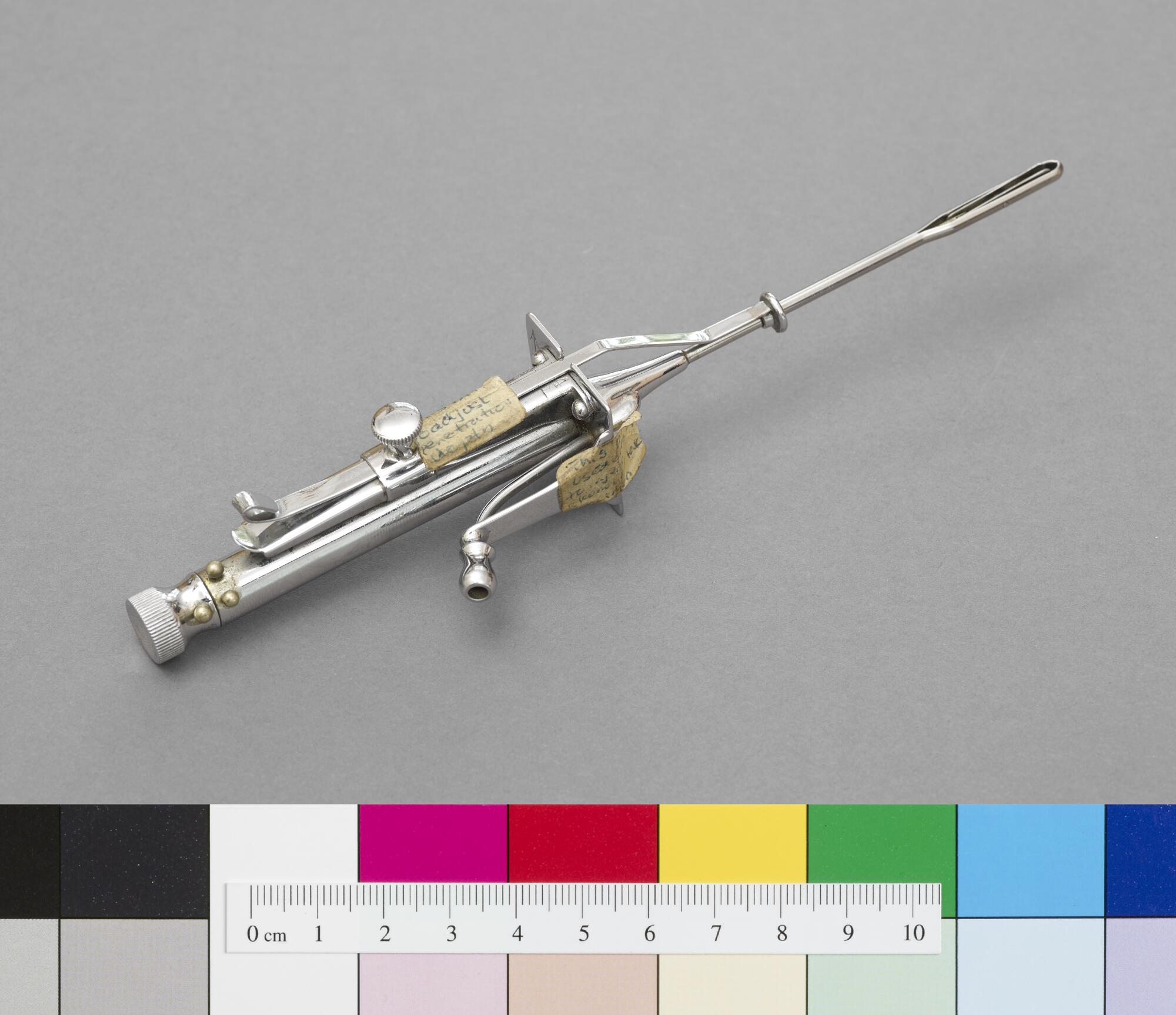
Un leucotom d'acer inoxidable, dissenyat pel neurocirurgià Dr John Crumbie. Es va utilizar per realitzar 20 lobotomies al Croydon Mental Hospital

Inspirat en el treball del psiquiatre italià Amarro Fiamberti, Freeman va concebre en algun moment apropar-se als lòbuls frontals a través de les orbites oculars en lloc de fer-hi forats al crani. El 1945 va agafar un punxó de gel de la seva pròpia cuina i va començar a provar la idea amb aranjes i cadàvers. Aquesta nova «lobotomia transorbital» implicava aixecar la parpella superior i col·locar la punta d'un instrument quirúrgic prim (sovint anomenat «orbitoclast» o «leucotom», encara que força diferent del leucotom de bucle de filferro descrit anteriorment) sota la parpella i contra la part superior de l'òrbita ocular. S'utilitzava un mall per introduir l'orbitoclast a través de la fina capa d'os i cap al cervell al llarg del pla del pont nasal, uns 15 graus cap a la cissura interhemisfèrica. L'orbitoclast es col·locava 5 centímetres (2 polzades) al lòbul frontal i després es girarva 40 graus a la perforació de l'òrbita de manera que la punta tallava cap al costat oposat del cap (cap al nas). L'instrument es tornarva a la posició neutra i s'enviava 2 centímetres més (4⁄5 polzades) al cervell, abans de ser girat al voltant de 28 graus a cada costat, per tallar cap a fora i de nou cap a dins; en una variació més radical al final de l'últim tall descrit, la culata de l'orbitoclast es forçava cap amunt de manera que l'eina tallava verticalment pel costat de l'escorça de la cissura interhemisfèrica; el «tall frontal profund». Tots els talls van ser dissenyat per tallar la matèria fibrosa blanca que connecta el teixit cortical de l'escorça prefrontal amb el tàlem. Aleshores es retirava el leucotom i es repetia el procediment a l'altre costat.
Freeman va realitzar la primera lobotomia transorbital a un pacient viu l'any 1946. La seva senzillesa va suggerir la possibilitat de realitzar-la en hospitals psiquiàtrics mancats de les instal·lacions quirúrgiques necessàries per al procediment anterior i més complex; Freeman va suggerir que, quan l'anestèsia convencional no estava disponible, s'utilitzaria la teràpia electroconvulsiva per deixar inconscient al pacient. El 1947, l'associació de Freeman i Watts va acabar, ja que aquest últim estava disgustat per la modificació de Freeman de la lobotomia d'una operació quirúrgica a un «simple procediment d'oficina». Entre 1940 i 1944 es van realitzar 684 lobotomies als Estats Units d'Amèrica. Tanmateix, a causa de la fervent promoció de la tècnica per part de Freeman i Watts, aquestes xifres van augmentar bruscament cap al final de la dècada del 1940. El 1949, l'any màxim de lobotomies als Estats Units d'Amèrica, es van realitzar 5.074 procediments i el 1951 més de 18.608 individus havien estat lobotomitzats als Estats Units d'Amèrica. S'estima que el 40% dels pacients de Freeman eren homes gai, lobotomitzats per canviar la seva orientació sexual.

## Prevalença

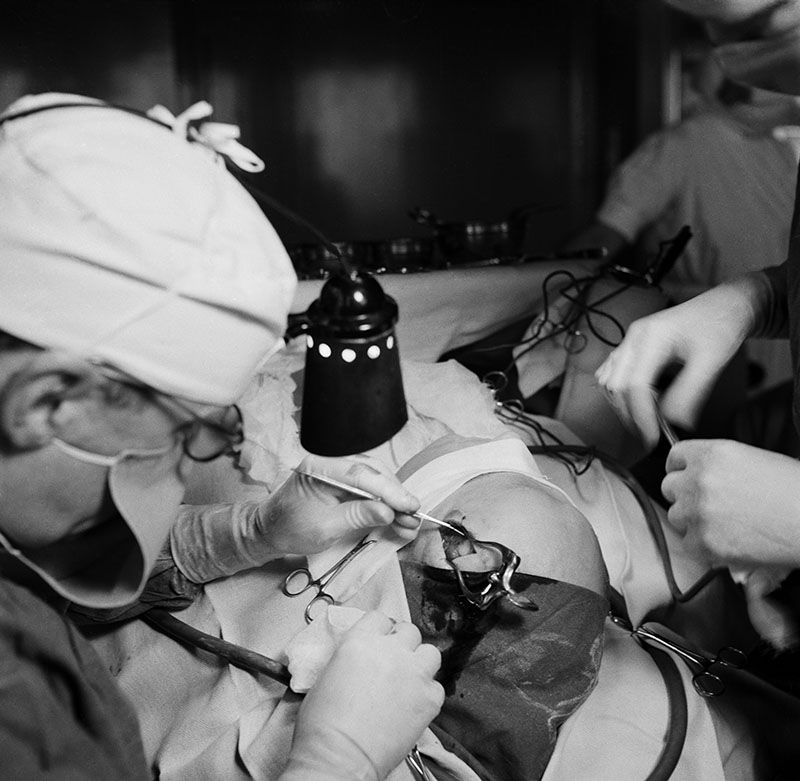
Lobotomia (de Lennart Nilsson) en curs a Södersjukhuset (Estocolm), el 1949

Als Estats Units d'Amèrica, aproximadament 40.000 persones van ser lobotomitzades i a Anglaterra es van fer 17.000 lobotomies.
Segons una estimació, als tres països nòrdics de Dinamarca, Noruega i Suècia, es van realitzar una xifra combinada d'aproximadament 9.300 lobotomies. Els hospitals escandinaus van lobotomitzar 2,5 vegades més persones per càpita que els hospitals dels Estats Units d'Amèrica. Segons una altra estimació, Suècia va lobotomitzar almenys 4.500 persones entre 1944 i 1966, principalment dones. Aquesta xifra inclou nens petits. A Noruega es van fer 2.005 lobotomies conegudes. A Dinamarca, hi havia 4.500 lobotomies conegudes.
Al Japó, la majoria de lobotomies es van realitzar a nens amb problemes de conducta. La Unió Soviètica va prohibir aquesta pràctica l'any 1950 per raons morals.
A Alemanya, només es va realitzar unes quantes vegades. Dels 1.129 pacients lobotomitzats entre 1935 i 1985 a Bèlgica, França i Suïssa, el 84% eren dones.
Ja a la dècada del 1950 es van començar a escoltar seriosos dubtes sobre aquesta pràctica i els diferents àmbits mèdics interessats van intentar establir la viabilitat d'aquest tractament, sobretot pel seu caràcter irreversible i bàrbar. Amb el descobriment dels neurolèptics l'any 1951 per dos metges de l'hospital Sainte-Anne de París, més eficaços i menys perillosos. Amb la introducció del primer neurolèptic el 1952 a França i el 1954 als Estats Units d'Amèrica, aquesta pràctica va decaure a la dècada del 1960. A finals de la dècada del 1970, la pràctica de la lobotomia havia cessat generalment, tot i que va continuar fins a la dècada del 1980 a França.
Al segle xxi, la lobotomia es considera una pràctica bàrbara i extremadament perillosa, i sistemàticament es prefereix el tractament farmacològic. A causa de la manca d'evidència sobre la seva eficàcia, ja no s'utilitza per tractar l'esquizofrènia.

## Crítiques
Ja l'any 1944, un autor del Journal of Nervous and Mental Disease comentava: «La història de la lobotomia prefrontal ha estat breu i tempestuosa. El seu curs ha estat esquitxat tant d'una oposició violenta com d'una acceptació servil i inqüestionable». A partir del 1947, el psiquiatre suec Snorre Wohlfahrt va avaluar els primers assaigs, informant que era «clarament perillós lobotomitzar els esquizofrènics» i que la lobotomia era «encara massa imperfecta per permetre'ns, amb la seva ajuda, aventurar-nos en una ofensiva general contra els casos crònics de trastorn mental», afirmant, a més, que «la psicocirurgia encara no ha pogut descobrir les seves indicacions i contraindicacions precises i, malauradament, els mètodes encara s'han de considerar bastant crus i perillosos en molts aspectes». L'any 1948 Norbert Wiener, l'autor de Cybernetics: Or the Control and Communication in the Animal and the Machine, va dir: «La lobotomia prefrontal ... recentment ha estat tenint una certa moda, probablement no aliena al fet que fa que la cura faci que la custòdia de molts pacients sigui més fàcil. Permeteu-me comentar de passada que matar-los fa encara més fàcil la seva custòdia».
La preocupació per la lobotomia va créixer constantment. El psiquiatre soviètic Vasily Gilyarovsky va criticar la lobotomia i el supòsit de localització cerebral mecànica que s'utilitza per dur a terme la lobotomia:
| «                   | S'assumeix que la transecció de substància blanca dels lòbuls frontals perjudica la seva connexió amb el tàlem i elimina la possibilitat de rebre d'ell estímuls que provoquen irritació i, en general, alteran les funcions mentals. Aquesta explicació és mecanicista i es remunta a l'estreta localització característica dels psiquiatres d'Amèrica, d'on ens va importar la lobotomia. | » |
| — Gilyarovsky, 1950 | |   |

La Unió Soviètica va prohibir oficialment el procediment l'any 1950 per iniciativa de Gilyarovsky. Els metges de la Unió Soviètica van concloure que el procediment era «contràriament als principis d'humanitat» i «a través de la lobotomia, un boig es converteix en un idiota». A la dècada del 1970, nombrosos països havien prohibit el procediment, igual que diversos estats dels Estats Units d'Amèrica.
L'any 1977, el Congrés dels Estats Units d'Amèrica, durant la presidència de Jimmy Carter, va crear el Comitè Nacional per a la Protecció de Subjectes Humans d'Investigació Biomèdica i del Comportament per investigar les denúncies que la psicocirurgia (incloses les tècniques de lobotomia) s'utilitzava per controlar les minories i restringir els drets individuals. El comitè va concloure que algunes psicocirurgies extremadament limitades i realitzades correctament podrien tenir efectes positius.
Torsten Wiesel ha qualificat l'atorgament del Premi Nobel a Moniz com un «sorprenent [error] de judici... un terrible error», i s'ha demanat que la Fundació Nobel anul·li el premi; La Fundació no ho ha fet i la seva pàgina web encara acull un article que defensa la lobotomia.

## Casos destacats
- Rosemary Kennedy, germana del president dels Estats Units d'Amèrica John F. Kennedy, va patir una lobotomia l'any 1941 que la va deixar incapacitada i institucionalitzada per a la resta de la seva vida.[145]
- Howard Dully va escriure unes memòries del seu descobriment al final de la seva vida que havia estat lobotomitzat el 1960 als 12 anys.[146]
- L'autora i poeta neozelandesa Janet Frame va rebre un premi literari l'any 1951 el dia abans de la lobotomia programada, i mai es va fer.[147]
- Josef Hassid, violinista i compositor polonès, va ser diagnosticat d'esquizofrènia i va morir als 26 anys arran d'una lobotomia que li van practicar a Anglaterra.[148]
- La pintora modernista sueca Sigrid Hjertén va morir arran d'una lobotomia el 1948.[149]
- La germana gran del dramaturg estatunidenc Tennessee Williams, Rose, va rebre una lobotomia que la va deixar incapacitada de per vida; es diu que l'episodi va inspirar personatges i motius en algunes de les seves obres.[150]
- Es diu sovint que quan una vareta de ferro va ser conduïda accidentalment pel cap de Phineas Gage el 1848, això va constituir una «lobotomia accidental», o que aquest esdeveniment va inspirar d'alguna manera el desenvolupament de la lobotomia quirúrgica un segle més tard. Segons l'únic estudi d'extensió del llibre de Gage, una investigació acurada no mostra aquesta relació.[151]
- L'any 2011, Daniel Nijensohn, un neurocirurgià d'origen argentí de Yale, va examinar les radiografies d'Eva Perón i va concloure que se li va sotmetre a una lobotomia per al tractament del dolor i l'ansietat en els últims mesos de la seva vida.[152]

## Literatura i cinema
S'han presentat lobotomies en diverses presentacions literàries i cinematogràfiques que reflecteixen l'actitud de la societat envers el procediment i, de vegades, l'han modificat. Els escriptors i els cineastes han tingut un paper fonamental a l'hora d'oposar el sentiment públic contra el procediment.
- La novel·la de 1946 de Robert Penn Warren, All the King's Men (Tots els homes del rei), descriu una lobotomia com fer que «un valent comanxe sembla un novell amb un ganivet per arrencar el cuir cabellut», i retrata el cirurgià com un home reprimit que no pot canviar els altres amb amor, de manera que, en canvi, recorre als «treballs de fusteria de grau superior».[153]
- Tennessee Williams va criticar la lobotomia a la seva obra Suddenly, Last Summer (De sobte, l'últim estiu, 1958) perquè de vegades es va infligir a homosexuals (per fer-los «moralment sensats»).[3] A l'obra, una matriarca rica ofereix a l'hospital mental local una donació substancial si l'hospital li fa una lobotomia a la seva neboda, cosa que espera que aturi les revelacions impactants de la neboda sobre el seu fill.[154] Advertida que una lobotomia podria no aturar el «barboteig» de la seva neboda, respon: «Això pot ser, potser no, però després de l'operació, qui la creuria, doctor?».[155]
- A la novel·la One Flew Over the Cuckoo's Nest (Algú va volar sobre el niu del cucut) de Ken Kesey de 1962 i la seva adaptació cinematogràfica de 1975, la lobotomia es descriu com a «castració del lòbul frontal», una forma de càstig i control després de la qual «No hi ha res a la cara. Igual que un d'aquests maniquís de botiga». En un pacient, «Podeu veure amb els seus ulls com el van cremar allà fora; els seus ulls estan tots fumats i grisos i abandonats per dins».[156]
- A la novel·la de 1963 de Sylvia Plath The Bell Jar (La campana de vidre), la protagonista reacciona amb horror davant la «calma de marbre perpètua» d'una jove lobotomitzada.[156]
- La novel·la de 1964 d'Elliott Baker i la versió cinematogràfica de 1966, A Fine Madness, retrata la lobotomia deshumanitzadora d'un poeta faldiller i violent que, després, és tan agressiu com sempre. El cirurgià és representat com un excèntric inhumà.[157]
- La pel·lícula biogràfica de 1982 Frances representa l'actriu Frances Farmer (el tema de la pel·lícula) sotmesa a una lobotomia transorbital[158] (tot i que la idea que es va realitzar una lobotomia a Farmer, i que Freeman la va realitzar, ha estat criticada per tenir poc o cap fonament de fets).[159][160]
- La pel·lícula del 2018 The Mountain se centra en la lobotomia, actituds sobre la salut mental en general, a l'Amèrica de la dècada del 1950. El protagonista, un jove la mare del qual havia estat lobotomitzada, ocupa una feina com a fotògraf mèdic per a un metge el personatge del qual es basa lliurement en Freeman.[161][162]